# Armageddon lynskak
Armageddon lynskak eller sudden death skak er betegnelsen for lynskak, der afvikles efter særlige regler, som er fastsat med henblik på at fremtvinge en afgørelse af en turnering eller en skakmatch. Disse regler er følgende:
- hvids betænkningstid er 6 minutter til hele partiet
- sorts betænkningstid er 5 minutter til hele partiet

Kravet til hvid er til gengæld, at han skal vinde partiet. Bliver partiet remis, erklæres sort som vinder.
Armageddon lynskak benyttedes f.eks. under VM i lynskak 2006 i Israel, hvor de to russiske 
skakspillere Alexander Grischuk og Peter Svidler sluttede lige i finalen. Derfor spilledes et parti Armageddon lynskak, som blev vundet af Alexander Grischuk, der havde hvid, og som dermed blev verdensmester 2006.